# Abbaye Sainte-Marie de Villegondon
L'abbaye Sainte-Marie de Villegondon était à l'origine un monastère de chanoines, affilié par la suite à l'ordre de Citeaux. Cette abbaye était située sur le territoire de la commune de Saint-Loup-des-Bois, dans le département de la Nièvre, mais il n'en reste plus aucun vestige en 2020.

## Histoire
L'abbaye de Villegondon est fondée vers 1130 à Saint-Loup entre Cosne et Saint-Vérain par Hugues V du Maine. Relevant d'abord des chanoines de Saint Augustin et dépendant alors de Saint-Martin de Nevers elle se rattache dès 1140 à l'initiative de l’abbé Aimeric à l'abbaye cistercienne des Roches située sur le territoire de l'actuelle commune de Myennes. Ses chartes sont les plus anciens documents conservés aux archives départementales de la Nièvre.

## Architecture et description
Aucun vestige ni aucun document ne permet actuellement de présumer des bâtiments.

## Filiations et dépendances
Dès le départ Hugues de Montaigu, évêque d'Auxerre, encourage la noblesse de la région à la doter généreusement. En 1131, Guillaume II de Nevers est ainsi témoin d'une donation de l'usage de bois à l'abbaye par son fondateur Hugues V du Maine. Son existence semble cependant se confondre rapidement avec celle de l'abbaye des Roches à laquelle elle est rattachée dès 1140.

## Liste des abbés de Villegondon
- 1140 : Aimeric ; peut-être Aimeric (évêque de Clermont)